# Panna Maria Klatovská
Panna Maria Klatovská je oltářní obraz a svatyně arciděkanského kostela Narození Panny Marie v Klatovech. Krvácející obraz Madony proslul jako zázračný a jsou mu připisována mnohá zázračná uzdravení zejména neplodných párů a ochrana dětí a matek.

## Původ obrazu
Obraz Panny Marie Klatovské je kopií slavného obrazu Madonna del Sangue ve vesnici Re, v údolí Vigezzo. Obraz se původně jmenoval Madona del Latte (Matka Boží mlékem krmící – Galaktotrofusa) a byl namalován na průčelí malého kostela San Maurizio.
29. dubna 1494 se před kostelem sešla skupina mladých lidí, aby si zahrála tradiční vesnickou hru piodella, která spočívala v házení plochým kamenem na dřevěný válec, na němž byla umístěna mince. Jeden z nich, nevěřící muž Jan Zukkone, který měl ve hře obzvlášť smůlu, se rozzlobil a hodil kámen na kostel, přičemž zasáhl portrét Panny Marie.
Následujícího rána začala freska Madony krvácet z čela. Krev hojně tekla ještě asi 20 dní a mnoho nemocných a nemohoucích obyvatel údolí se po posílení úcty k Madoně v Re uzdravilo díky zázrakům, které byly oficiálně uznány tehdejšími civilními i církevními úřady.

V roce 1606 byla zahájena stavba většího kostela, který byl dokončen v roce 1628, ale příliv poutníků z celé Itálie a sousedního Švýcarska vyžadoval ještě větší stavbu. V roce 1894, čtyři sta let po zázraku, tak bylo rozhodnuto o stavbě svatostánku. Práce byly zahájeny až v roce 1922 a bazilika Madonna del Sangue byla vysvěcena 5. srpna 1958. Oslava zázraku se koná každoročně od 29. dubna do 1. května, kdy se koná srdečná a hojně navštěvovaná pěší pouť z Domodossola.

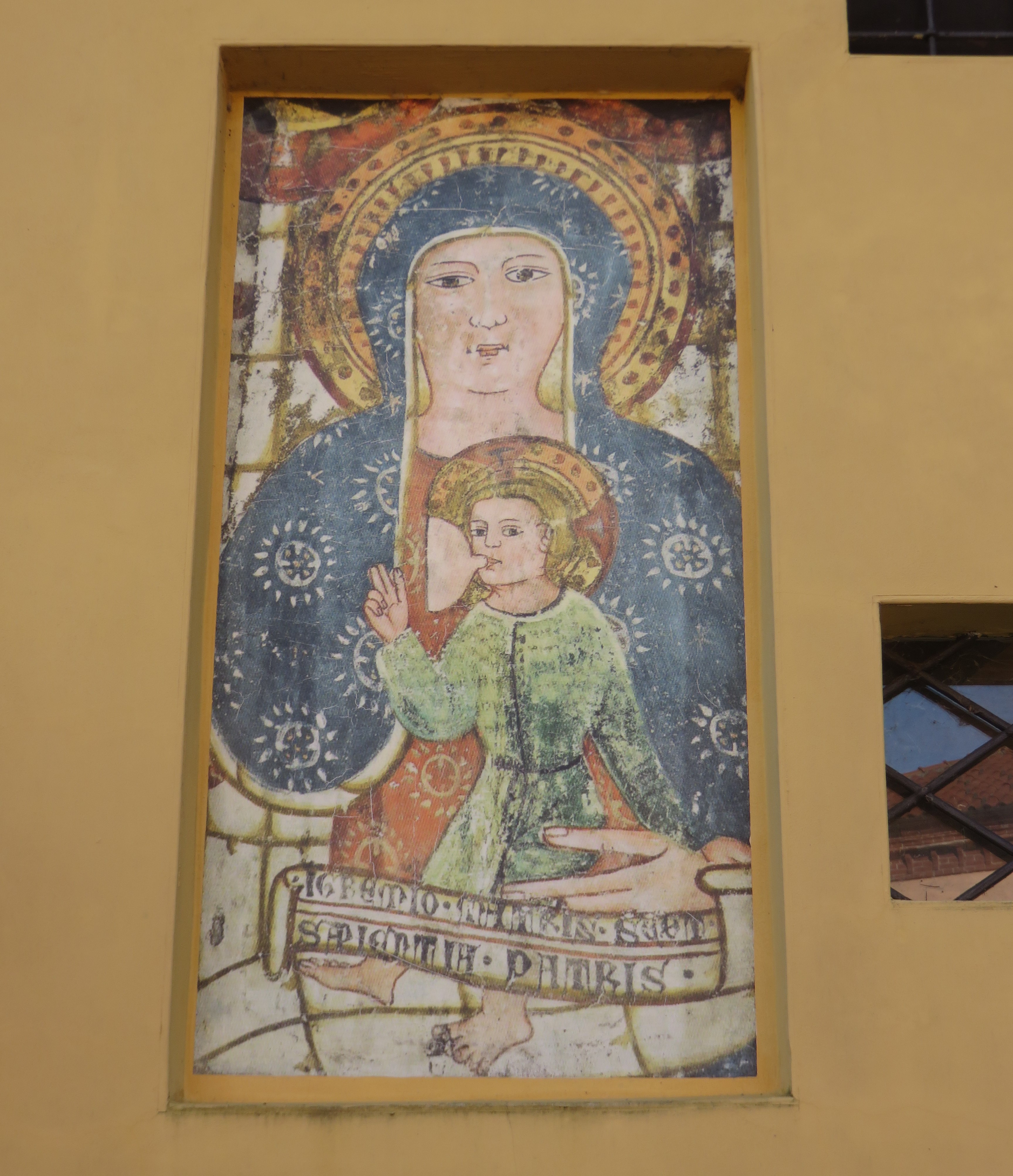
Madonna del Sangue di Re
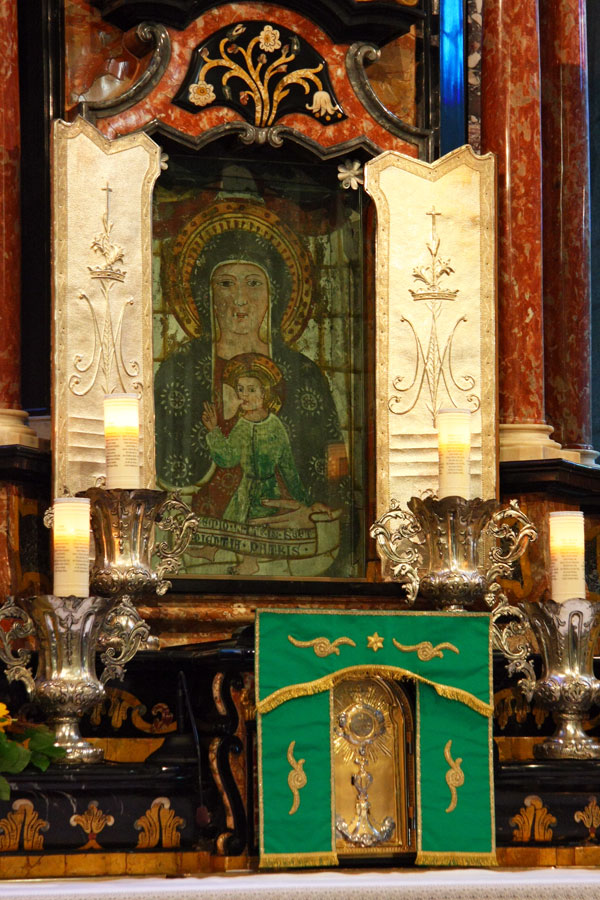
Madonna di Re
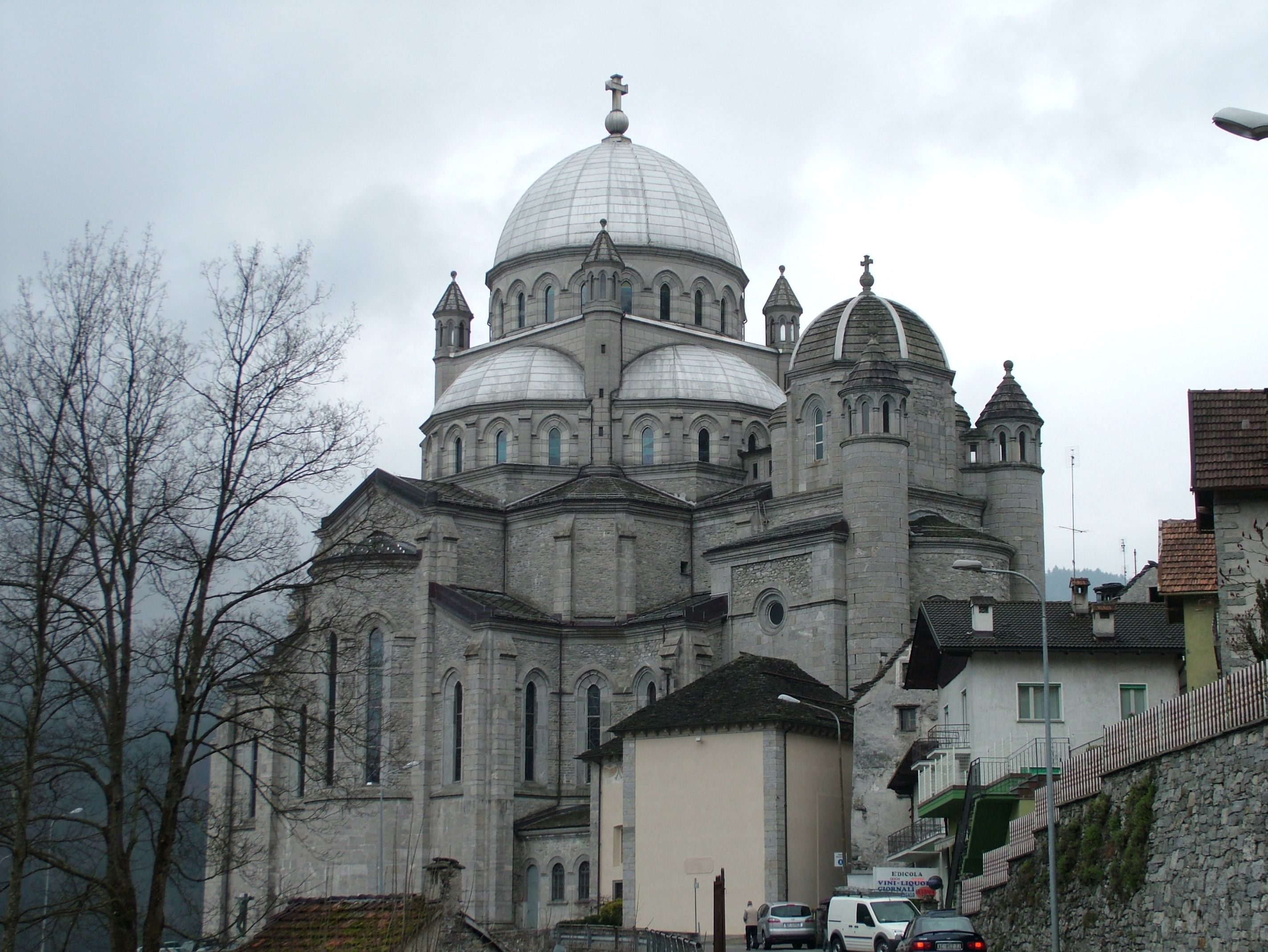
Bazilika Madonna del Sangue v Re
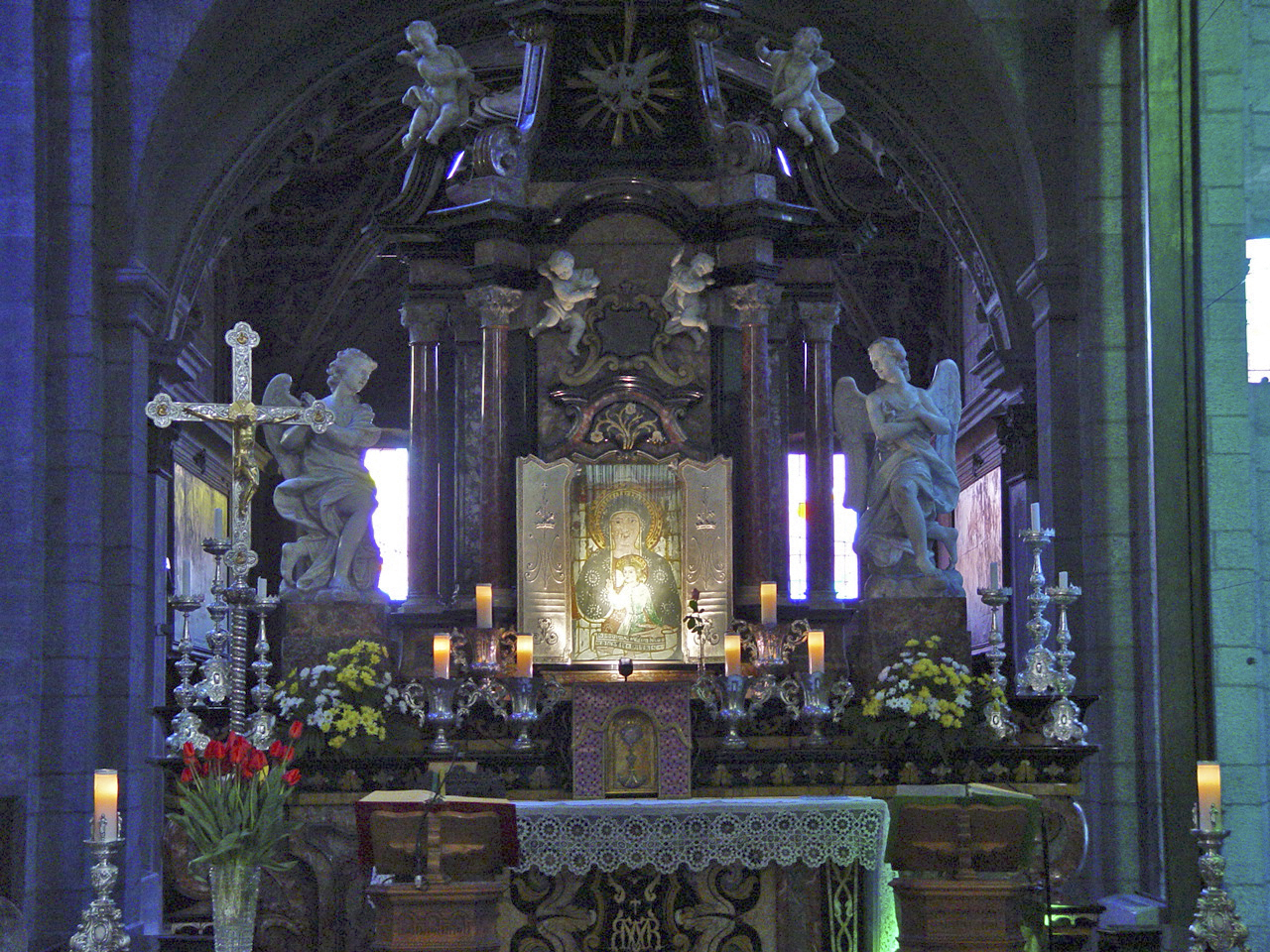
Oltářní obraz v bazilice Madonna del Sangue

## Historie

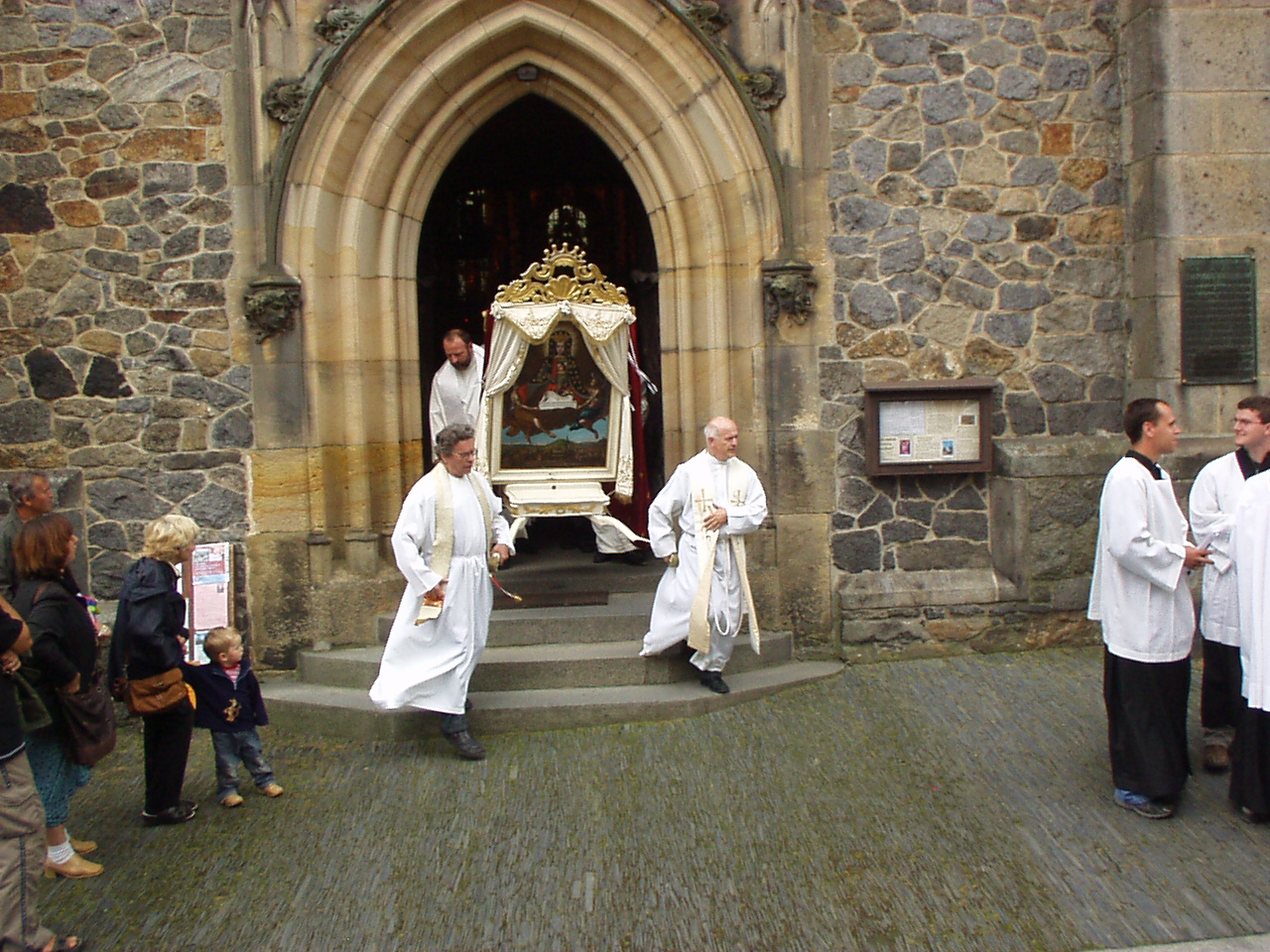
Klatovská pouť s obrazem

Ze zázračného obrazu bylo pořízeno několik kopií, u kterých se vyskytovaly podobné vlastnosti jako u originálu. Po třicetileté válce přišel z této italské vesnice Re u jezera Lago Maggiore do Klatov kominík Bartoloměj Rizzoleti, který držel ve vlastnictví kopii tohoto mariánského obrazu. V roce 1652 byl přijat za klatovského měšťana a oženil se. S manželkou však nemohl mít děti, tak si vzal do péče schovanku Annu Rýmerovou, která se později vdala za krejčího Ondřeje Hirschbergera, který se však oddával neúměrně pití, a rodina kvůli tomu zchudla. V době nemoci svých dětí se Hirschberger ze zoufalství začal modlit u obrazu a děti se rychle uzdravily. Hirschberger si pak začal "vypomáhat" tím, že před obrazem léčil i další nemocné lidi z okolí.
Náhle v neděli 8. července 1685 začal obraz potit krev stejně jako jeho italský originál. Z toho nastal velký rozruch a obraz ihned přenesli do kostela na hlavní oltář. V Praze byla vytvořena nezávislá komise, která zázrak podle očitých svědků zkoumala a v neděli 23. září 1685 pražský arcibiskup Jan Bedřich z Valdštejna uznal tento jev za zázrak a již následující rok se konala druhou červencovou neděli první pouť k obrazu. Město díky každoročním poutím začalo vzkvétat a ze získaného přílivu peněz byly vystavěny nové barokní Klatovy.

## Milostný obraz

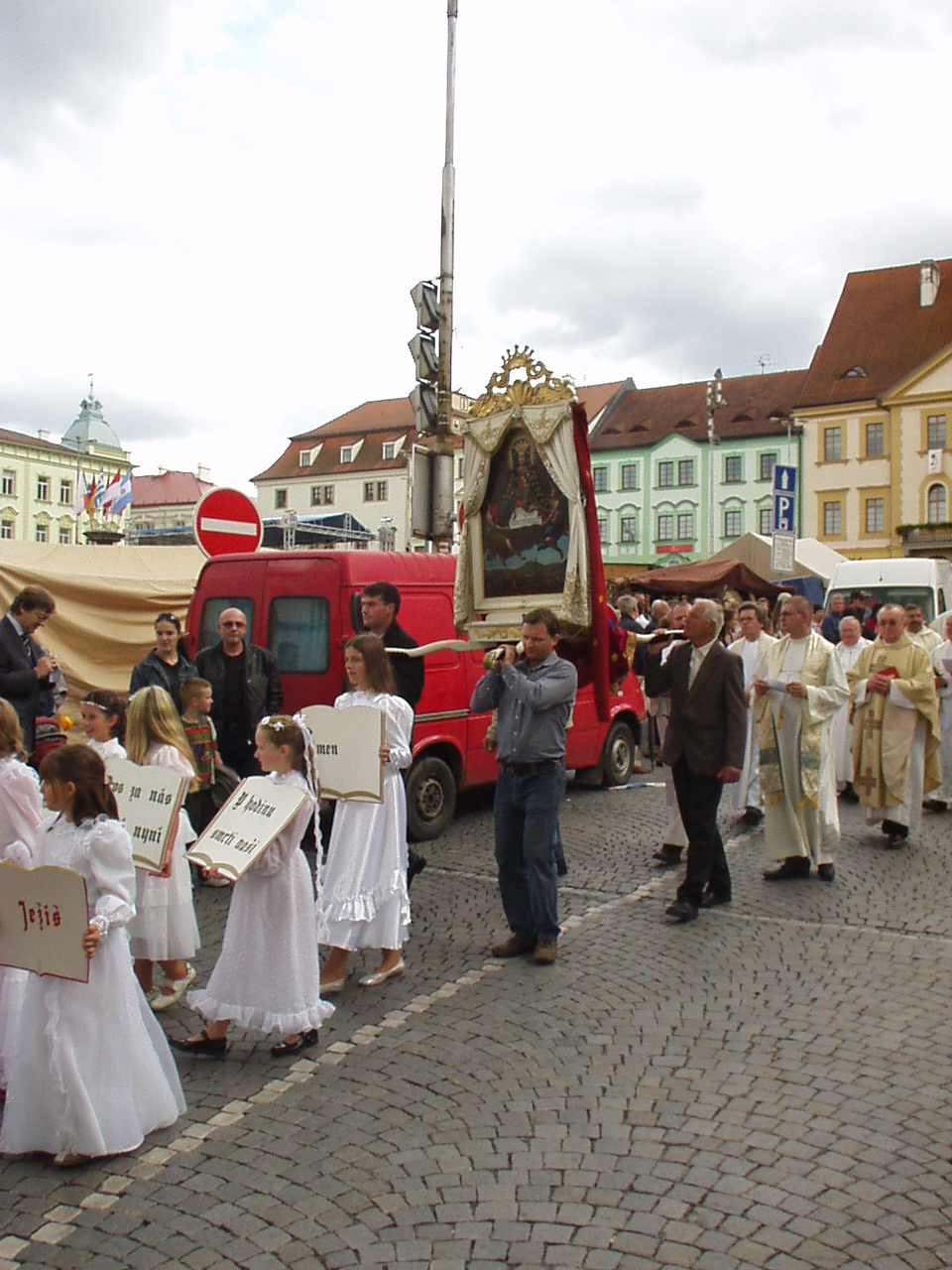
Klatovská pouť – církevní procesí

Původní obraz v kostele sv.Mauricia v Re byl vytvořen dle vzoru byzantských ikon. Jeho kopie obraz Panny Marie Klatovské je umístěn v klatovském kostele Narození Panny Marie v otočném rámu, z něhož vytvořená kopie se nosí od roku 1699 každoročně v církevním procesí. Postupně vznikaly další kopie, které mají rovněž věřící sílu milostného obrazu. Nachází se na domech, hřbitovech, Božích mukách, v oltářích různých kostelů v jihozápadních Čechách, Bavorsku, Německu, Rakousku, ale i v Maďarsku. Věrná kopie klatovského obrazu se nachází i na budově Valdštejnského paláce v Praze. Na obraze se nachází nápis: „IN  GREMIO  MATRIS  SEDET  SAPIENTIA  PATRIS“, tj. česky: V lůně Matky sedí Moudrost Otcova.

## Vědecké zkoumání
Primář klatovské hematologie MUDr. Josef Časta provedl v roce 1985 analýzu vzorků krve z obrazu a zjistil, že se jedná o krev lidskou skupiny AB. Tým kriminalistů prozkoumával v roce 2006 obraz a žádné stopy krve nenašel. Ani to však nemusí být rozhodující, neboť: "Od hlavy madony dolů přes její krk až na hlavu Ježíška však kdysi něco skutečně teklo. Stopy jsou sice málo patrné, ale přesto tu jsou. Olejová barva to nebyla a vzorky z těchto stop odebrané obsahují lidskou DNA!"
Klatovská Madona má však pro věřící svůj stále nezpochybnitelný a obrovský duchovní význam, jejíž věhlas přesáhl hranice Česka. V italském městečku Re tvrdí, že krev na obraze Naše Paní Krve (it. Madonna del Sangue) je lidská, krevní skupiny AB a uchovávají ji zde v plné nádobce. Rozbor krve z klatovského obrazu z roku 1985 byl shodný s rozborem krve provedeným v roce 1962 u italského obrazu. Bylo prokázáno, že se jednalo o lidskou krev skupiny AB.